# Agon
Agon (gr. ἀγών, væddekamp) kaldtes hos grækerne
i Oldtiden væddekampe af forskellig art, og de hørte til den
mest yndede fornøjelse. De faldt i tre
grupper: musiske, omfattende musik, poesi,
deklamation, dans og lignende, gymniske, hvorunder
de forskellige legemsøvelser henhørte, og hippiske, dvs. hestevæddeløb
– der dog forekom forholdsvis sjældent – og væddekørsel.
Væddekampe afholdtes ved mægtige mænds
begravelse (allerede i den homeriske tid; i Iliadens
23. sang fortælles om dem, der holdtes til ære
for Patroklos), til tak for vunden sejr og lignende, men
knyttede sig især til de store, regelmæssigt
tilbagevendende fester, af hvilke de berømteste
var de olympiske, pythiske, isthmiske og
nemeiske.
Romernes gladiatorlege er væsentlig forskellige
fra grækernes væddekampe; men disse fandt i
kejsertiden også indgang i Rom (ivrig herfor
var især Nero og flere af de senere kejsere). I
den antikke kunst personificeredes Agon og
fremstilledes som en yngling med springvægte i
hænderne eller i færd med at sætte sejrskransen
på sit hoved.